# Jerusalema
"Jerusaléma" é uma canção do DJ e produtor musical sul-africano Master KG com a vocalista sul-africana Nomcebo Zikode. A animada canção house influenciada pelo gospel foi lançada inicialmente em 29 de novembro de 2019, depois de ter obtido uma resposta positiva online, com um videoclipe seguinte em 21 de dezembro. Posteriormente, foi incluído no segundo álbum de Master KG com o mesmo título, lançado em janeiro de 2020. Uma única edição foi lançada em serviços de streaming em 10 de julho de 2020, depois que se tornou viral em meados de 2020, ganhando reação Global devido ao #JerusalemaChallenge. Um remix com o cantor nigeriano Burna Boy foi lançado em 19 de junho de 2020, levando a música para as paradas da Billboard dos EUA. Desde então, alcançou o número um na Bélgica, Holanda, Romênia e Suíça, enquanto alcançou o pico entre os dez primeiros entre vários outros países europeus.

## Vídeo de música
O videoclipe oficial da música foi lançado no YouTube em 21 de dezembro de 2019.  Em 27 de agosto, o vídeo ultrapassou 100 milhões de visualizações, um feito raro para artistas sul-africanos.

## Jerusalema Dance Challenge
O desafio Jerusalema Dance Challenge começou em fevereiro de 2020. Fenómenos do Semba, um grupo angolano, filmaram-se a dançar, enquanto comiam sem largar os pratos.